# Percy Harrison (cầu thủ bóng đá)
Percy Harrison (sinh năm 1902) là một cầu thủ bóng đá người Anh từng thi đấu ở vị trí thủ môn.